# Magmás kőzetek táblázata
A magmás kőzetek táblázata olyan áttekintő táblázat, melyben a legfontosabb magmás kőzetek két lényeges állapotjellemzőjük függvényében vannak táblázatosan elrendezve. 

## A magmás kőzetek két fő állapotjellemzője
A magmás kőzetek egyik állapotjellemzője a lehűlési sebesség, amit a ’’vulkáni kőzet’’ ill. a ’’plutóni kőzet’’ megnevezés jelöl. A vulkáni kőzetek a kiömlés során a felszínre kerülnek és gyorsan megszilárdulnak. A plutóni kőzetek a mélyben megrekednek és lassan szilárdulnak meg.  
A magmás kőzetek másik állapotjellemzője az SiO2-tartalma. Ennek függvényében változnak bennük a fő kőzetalkotó ásványok, valamint a színük is.

## Magmás kőzetek táblázata
| Kőzettípus    | 40% SiO2  | 50% SiO2 | 60% SiO2 | 70% SiO2 |
| ------------- | --------- | -------- | -------- | -------- |
| vulkáni kőzet | komatiit  | bazalt   | andezit  | riolit   |
| plutoni kőzet | peridotit | gabbró   | diorit   | gránit   |

|                      | túltelített (>65%)                | telített (65-48%)                           | telítetlen (54%>)                                                              |
| -------------------- | --------------------------------- | ------------------------------------------- | ------------------------------------------------------------------------------ |
| nagymélységi         | gránit→granodiorit                | szienit→diorit→gabbró                       | peridotit, wehrlit, piroxenit→nefelin, szienit, essexit→ijolit                 |
| porfiros kismélységi | gránitporfir→granodiorit porfirit | szienitporfir→dioritporfirit→gabbróporfirit | érctelérek→nefelin-szienitporfir→ijolitporfir                                  |
| szemcsés kismélységi | pegmatitok, aplitok, lamprofirek  | pegmatitok, aplitok, lamprofirek            | pegmatitok, aplitok, lamprofirek                                               |
| paleovulkanitok      | kvarcporfir→kvarcporfirit         | porfir→porfirit→diabáz                      | pikrit→fonolit, nefelinbazalt, leucitbazalt, trachitbazalt→nefelinit, leucitit |
| neovulkanitok        | riolit→dácit                      | trachit→andezit→földpátbazalt               | nefelinbazalt, leucitbazalt, trachitbazalt→nefelinit, leucitit                 |

## Kapcsolódó lapok
- Ásványos összetétel
- Magmás kristályosodási fázisok

## Külső hivatkozások
- A Mars kőzetei a marsi meteoritok alapján.
- Kőzetek és képződési körülményeik.